# Узбек (атабек)
Музаффар ад-Дін Узбек (? —  1225) — останній правитель держави Атабеків Азербайджану династії тюркських Ільдегізідів, що правили на землях, що належать до територій сучасного Азербайджану і північного Ірану (Іранський Азербайджан).

## Правління
Вступивши на престол Атабеків Узбек практично був маріонеткою в руках феодалів, а зроблений ним невдалий похід на Ірак-Аджемів і навала монголів ще більше погіршили його стан. Через три атаки монголів на Тебриз під час цієї навали втік до Нахічевані. Однак і після 3-й атаки місто зуміло відкупиться.

## Смерть
Через атаки сина хорезм шаха Мухаммеда Джелал ад-Діна на Марагі Узбек втік до Тебризу, де і помер. В результаті смерті Узбека держава Ільдегізідів занепала.